# Losky
Losky jsou přírodní památka u Ježova v okrese Hodonín. Chráněné území je ve správě Krajského úřadu Jihomoravského kraje.

## Předmět ochrany
Jedná se o opuštěnou východní část hliniště, kde se prováděla těžba čtvrtohorních sprašových sedimentů. V takto vzniklé stěně je patrných několik sedimentačních vrstev fosilních půd a jejich derivátů.